# South Wales Central (circonscription du Parlement européen)
Cet article concerne une circonscription du Parlement européen. Pour la région électorale du Senedd du même nom, voir South Wales Central (région électorale du Senedd). Pour d'autres utilisations, voir South Wales Central.
South Wales Central était une circonscription du Parlement européen couvrant le centre-sud du pays de Galles, y compris la city de Cardiff.
Avant l’adoption uniforme de la représentation proportionnelle en 1999, le Royaume-Uni utilisait le système uninominal à un tour pour les élections européennes en Angleterre, en Écosse et au pays de Galles. Les conscriptions du Parlement européen utilisées dans ce système étaient plus petites que les circonscriptions régionales les plus récentes et ne comptaient chacune qu'un seul membre au Parlement européen.
La circonscription se composait des circonscriptions du Parlement de Westminster de Cardiff Central, Cardiff North, Cardiff South and Penarth, Cardiff West, Cynon Valley, Pontypridd, Rhondda, Vale of Glamorgan.
La circonscription a remplacé la majeure partie de la circonscription de South Wales et celle de South Wales East en 1994 et est devenue une partie de la circonscription beaucoup plus vaste du Pays de Galles en 1999.

## Membre du Parlement européen
| Élection                    | Élection | Portrait | Membre      | Parti        |
| --------------------------- | -------- | -------- | ----------- | ------------ |
|                             | 1994     |          | Wayne David | Travailliste |
| 1999 circonscription abolie |          |          |             |              |